# Průhon

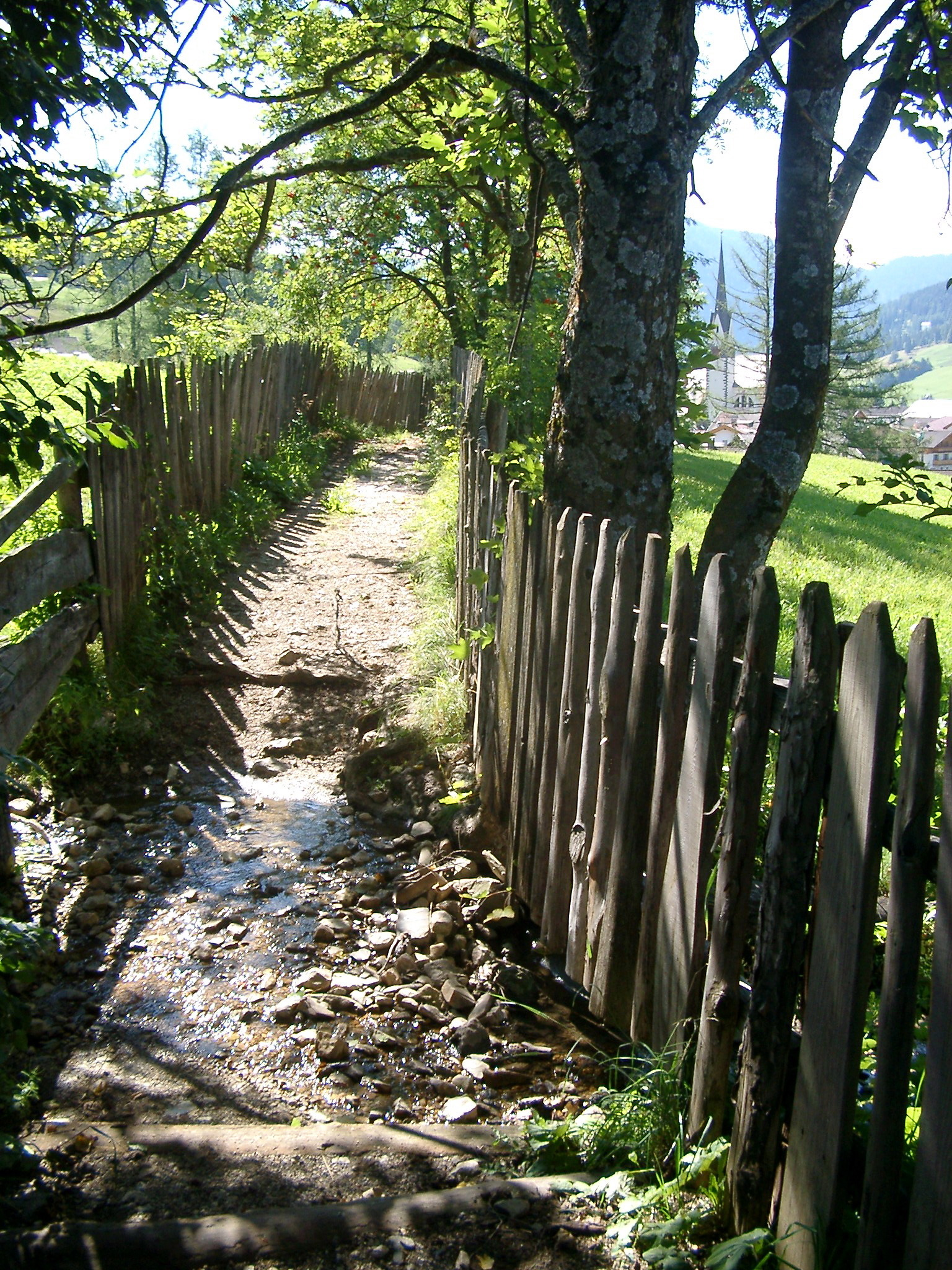
Tato stará cesta v Jižních Tyrolech má podobné provedení jako průhony

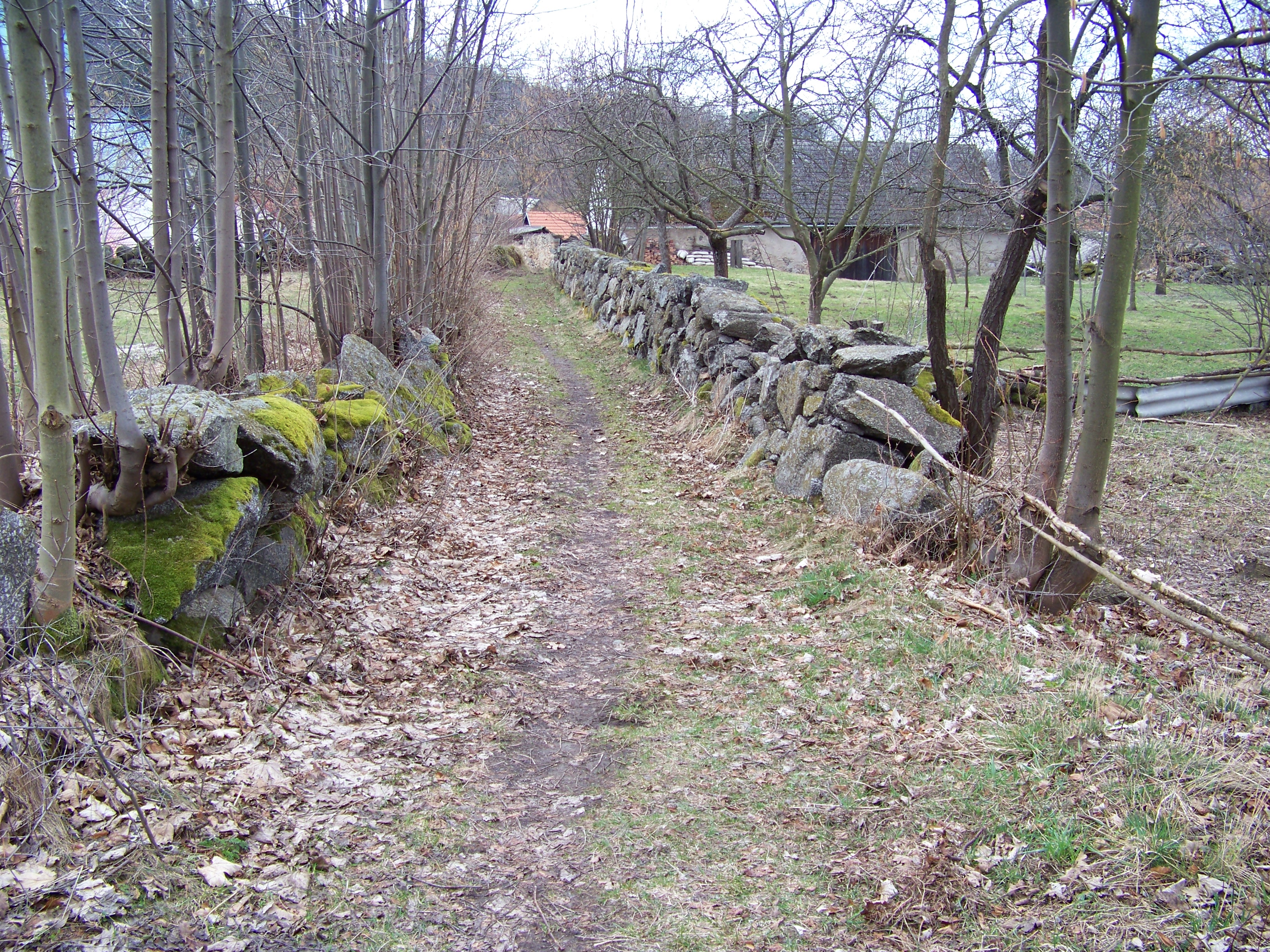
Cesta na Sedlčansku s kamenným ohrazením (Myslkov)

Průhon (draha) je cesta pro vyhánění („prohánění“ a usměrnění) dobytka například na pastvu nebo k napajedlu, tedy pruh území ohrazený proti pronikání dobytka na okolní pozemky, zpravidla dřevěnou ohradou. Někdy je z obou stran uzavíratelný. Podobný význam má i slovo příhon, cesta určená k přihánění dobytka do vsi. 
I po ústupu zemědělské malovýroby zůstalo slovo průhon zachováno v mnoha pomístních názvech, jménech ulic (U Průhonu, Na Drahách apod.) či názvech sídelních útvarů (nejznámější Průhonice).
Z českého slova draha pochází i slovo dráha, které získalo řadu dalších významů, od abstraktního fyzikálního (trasa pohybu) až po technologie dopravy s pevnou dopravní cestou (kolejová, lanová nebo trolejbusová dráha). V němčině je jedním z mnoha výrazů pro průhon slovo Viehweg, které označuje jak průhon, tak pastvinu, z nějž pocházejí příjmení Viehweg a Viehweger (z toho odvozeno i příjmení spisovatele Michala Viewegha). Stejný původ má i příjmení Fibich, pocházející z německého nářečního synonyma Fiebich.